# Saint-Saturnin (Sarthe)
Saint-Saturnin è un comune francese di 2 413 abitanti situato nel dipartimento della Sarthe nella regione dei Paesi della Loira.

## Società

### Evoluzione demografica
Abitanti censiti